# Erecella transversalis
Erecella transversalis is een hooiwagen uit de familie Assamiidae.